# Alexander Levitzki
Alexander Levitzki (Jerusalém, Mandato Britânico da Palestina, 13 de agosto de 1940) é um bioquímico israelense, professor de bioquímica na Universidade Hebraica de Jerusalém.

## Formação
Levitzki nasceu em 1940 no Mandato Britânico da Palestina. Completou o M.Sc. em química na Universidade Hebraica de Jerusalém em Israel, obtendo um Ph.D. em bioquímica e biofísica na Universidade Hebraica de Jerusalém e no Instituto Weizmann de Ciência em 1968. De 1968 a 1971 fez um pós-doutorado no Departamento de Bioquímica da Universidade da Califórnia em Berkeley, com o professor Daniel E. Koshland Jr..

## Carreira acadêmica
Em 1970 Levitzki tornou-se cientista sênior do Departamento de Biofísica do Instituto Weizmann de Ciência. Em 1974 tornou-se professor associado do mesmo instituto.
Em 1974 tornou-se professor associado da Universidade Hebraica de Jerusalém, promovido em 1976 a professor de bioquímica. É membro da Academia de Ciências e Humanidades de Israel, onde foi o chefe da seção de ciências.

## Prêmios e condecorações
Em 1990 foi agraciado com o Prêmio Israel em ciências da vida (seguindo os passos de seu pai, Jacob Levitzki, que havia recebido o prêmio, em ciências exatas, em 1953).
Em 2005 recebeu o Prêmio Wolf de Medicina por "terapia de transdução de sinal pioneira e por desenvolver inibidores de tirosina quinase como agentes eficazes contra o câncer e uma série de outras doenças".